# 臨邑県
臨邑県（りんゆう-けん）は、中華人民共和国山東省徳州市に位置する県。

## 行政区画
- 街道:邢侗街道、恒源街道、臨盤街道
- 鎮:臨邑鎮、臨南鎮、徳平鎮、林子鎮、興隆鎮、孟寺鎮、翟家鎮、理合務鎮
- 郷:宿安郷